# Mjösjön (Hjorteds socken, Småland, 638862-154060)
Mjösjön är en sjö i Västerviks kommun i Småland och ingår i Botorpsströmmen-Marströmmens kustområde. Sjön är 5,5 meter djup, har en yta på 0,178 kvadratkilometer och befinner sig 21,6 meter över havet. Sjön avvattnas av vattendraget Riskeboån.

## Delavrinningsområde
Mjösjön ingår i det delavrinningsområde (638714-154151) som SMHI kallar för Mynnar i havet. Medelhöjden är 42 meter över havet och ytan är 37,21 kvadratkilometer. Det finns inga avrinningsområden uppströms utan avrinningsområdet är högsta punkten. Avrinningsområdets utflöde Riskeboån mynnar i havet. Avrinningsområdet består mestadels av skog (82 procent). Avrinningsområdet har 1,29 kvadratkilometer vattenytor vilket ger det en sjöprocent på 3,5 procent.